# Torre de Collserola
Torre de Collserola je věž na kopci Tibidabo v Serra de Collserola nedaleko Barcelony v Katalánsku ve Španělsku. Navrhl ji architekt Lord Norman Foster, postavena byla v roce 1992 pro letní olympijské hry 1992. Používá se především jako televizní a rozhlasový vysílač a nabízí i vyhlídku na město. Anténa na vrcholu dosahuje výšky 288,4 m a vrch gondoly, která má 13 pater, výšku 152 m. Desáté patro gondoly je otevřeno pro veřejnost.
Konstrukce věže je vytvořena kombinací železobetonu a oceli, která je kotvena aramidovými lany.